# Divulgació científica

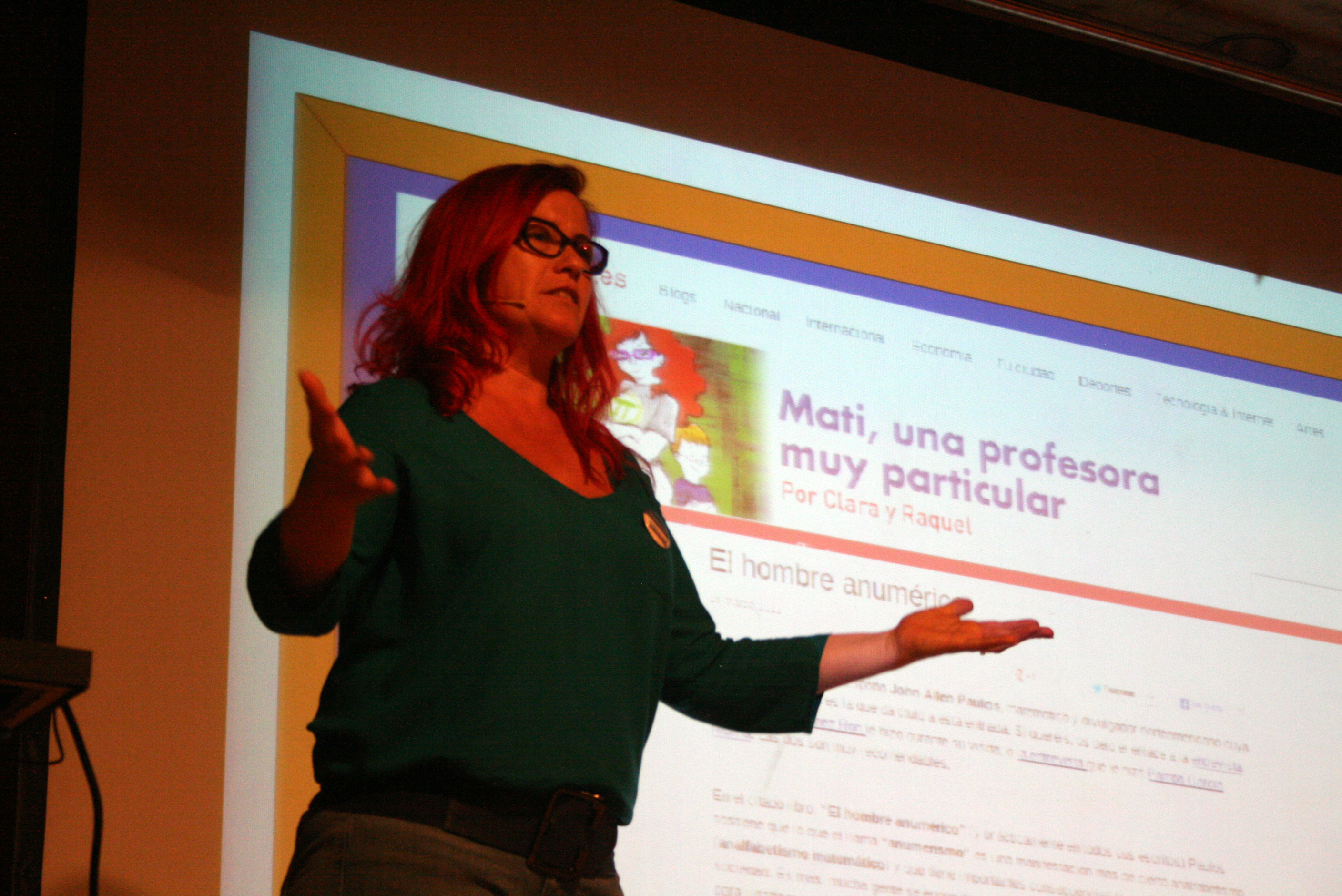
La divulgadora científica Clara Grima fent la seva feina

La divulgació científica consisteix en la interpretació i popularització del coneixement científic entre el públic general sense circumscriure's a àmbits acadèmics específics. La divulgació pot referir-se als descobriments científics del moment com la determinació de la massa del neutrí, de teories ben establertes com la teoria de l'evolució o de camps sencers del coneixement científic.
La major part de les agències o instituts científics als Estats Units i altres països compten amb un departament de divulgació científica (Education and Outreach) que pretén tornar a la societat en forma de coneixement les importants inversions realitzades en grans projectes, com per exemple la investigació espacial si bé aquesta no és una situació comuna a tots els països.
La divulgació científica actual es realitza en diferents formats incloent els diferents mitjans de comunicació com a documentals de televisió, revistes de divulgació científica, articles en periòdics generalistes o pàgines d'internet dedicades a aquesta labor. Existeixen inclús canals de televisió dedicats a la divulgació científica o en els que estos forma una part destacada de la seva programació.
La UNESCO atorga el premi Kalinga a la divulgació científica.

## Publicacions escrites
Entre les primeres obres evocadores de la divulgació científica podem citar Somnium (1634) de Johannes Kepler, en la que es presentaven succintament i de forma literària les idees científiques de l'època sobre la naturalesa de la Lluna. La revista estatunidenca Popular Science, fundada en 1872, és una publicació general de caràcter divulgatiu.
La divulgació científica s'expressa de manera més precisa en llibres específics sobre un tema. Algunes obres divulgatives han arribat a convertir-se en autèntics supervendes, com Història del Temps de Stephen Hawking o Cosmos de Carl Sagan. Literàriament, la divulgació científica constituïx un subgènere de l'assaig.

## Obes al mitjà audiovisual
No són pocs els programes de televisió dedicats a la divulgació científica. Aquests poden tenir format diferent i estar adreçats a diferents públics. Alguns d'ells són Redes, d'Eduard Punset, tres14, El cazador de cerebros o Quèquicom, emès a TV3. Dintre del camp dels dibuixos animats destaquen Una vegada hi havia... l'espai i Una vegada hi havia... la vida. També hi ha documentals, com per exemple els de Yann Arthus-Bertrand, Jacques-Yves Cousteau i Félix Rodríguez de la Fuente, i fins i tot canals de televisió íntegrament dedicats a ella, com ara Discovery Channel o Nature.

## Escriptors i escriptores
Entre els escriptors més coneguts d'obres de divulgació científica citarem també a Richard Dawkins, Stephen Jay Gould, Martin Gardner, Steven Pinker, John D. Watson i les obres divulgatives d'Isaac Asimov.

## Conferenciants i professionals al mitjà audiovisual
Entre les divulgadores més conegudes destaquen, per exemple, Eugenia Timonova, Asya Kazantseva i Reshma Saujani, aquesta darrera també autora de llibres i de l'organització Girls Who Code, dedicada a la divulgació de la ciència computacional.

## Events, exposicions i museus

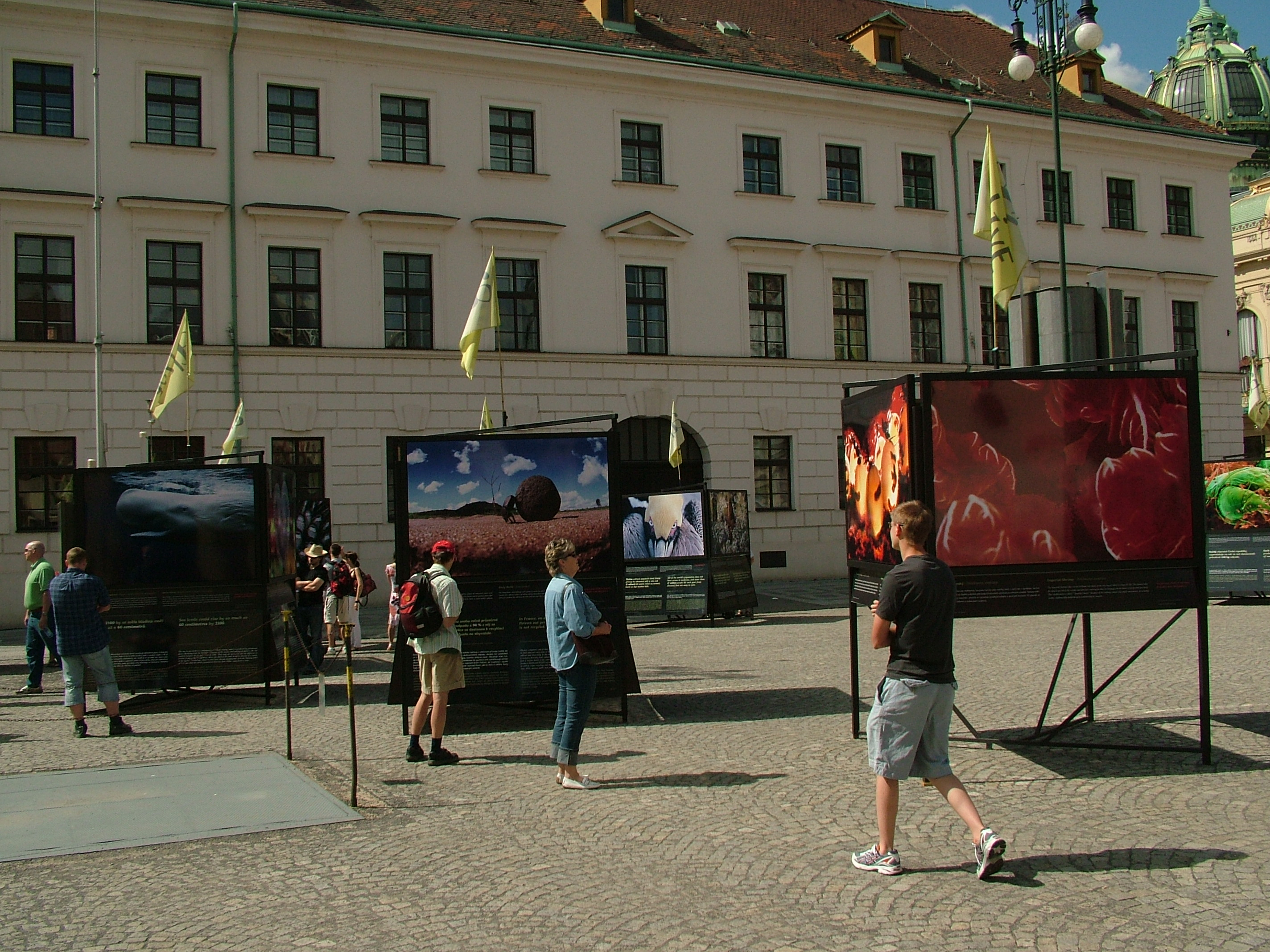
Exposició sobre medi natural i ecologia, a Praga

El físic i editor de divulgació científica Jorge Wagensberg va crear el Museu de la Ciència a Barcelona, actualment denominado CosmoCaixa.
A Catalunya se celebra la Setmana de la Ciència i a Barcelona la Biennal ciutat i ciència.

## Divulgació i ciència-ficció
Dins del gènere literari de la ciència-ficció, les obres de ciència-ficció dura solen presentar temes científics amb un calat prou precís com per a ser considerades obres de divulgació científica. Autors com Arthur C. Clarke, Stephen Baxter, Fred Hoyle (en la seva faceta com a novel·lista) o el mateix Asimov destaquen en aquest apartat.